# Tour de San Luis 2013
Die 7. Austragung von Tour de San Luis fand vom 21. Juli bis 27. Januar 2013 statt. Das Rennen wurde über 7 Etappen und 1.008,8 km ausgetragen. Es siegte Daniel Díaz vor Tejay van Garderen und Alex Diniz.

## Teilnehmende Mannschaften
| Equipos                                 | UCI-Code | Categoría               |
| --------------------------------------- | -------- | ----------------------- |
| Movistar Team                           | MOV      | UCI ProTeam             |
| Cannondale Pro Cycling                  | CAN      | UCI ProTeam             |
| Team Saxo-Tinkoff                       | TST      | UCI ProTeam             |
| Ag2r La Mondiale                        | ALM      | UCI ProTeam             |
| Omega Pharma-QuickStep                  | OPQ      | UCI ProTeam             |
| Lampre-Merida                           | LAM      | UCI ProTeam             |
| Astana Pro Team                         | AST      | UCI ProTeam             |
| BMC Racing Team                         | BMC      | UCI ProTeam             |
| Lotto Belisol                           | LTB      | UCI ProTeam             |
| Orica GreenEDGE                         | OGE      | UCI ProTeam             |
| Androni Giocattoli                      | AND      | Profesional Continental |
| Katusha                                 | KAT      | Profesional Continental |
| Team NetApp-Endura                      | TNE      | Profesional Continental |
| CCC Polsat Polkowice                    | CCC      | Profesional Continental |
| Caja Rural                              | CJR      | Profesional Continental |
| Bardiani Valvole-CSF Inox               | BAR      | Profesional Continental |
| Vini Fantini-Selle Italia               | VIN      | Profesional Continental |
| UnitedHealthcare                        | UHC      | Profesional Continental |
| San Luis Somos Todos                    | SLS      | Continental             |
| Buenos Aires Provincia                  | BAP      | Continental             |
| Clos de Pirque-Trek                     | CPT      | Continental             |
| ASC Dukla Praha                         | ADP      | Continental             |
| Jamis-Hagens Berman                     | JSH      | Continental             |
| Funvic Brasilinvest-São José dos Campos | FUN      | Continental             |

## Etappenliste
| Etappe    | Datum      | Etappenorte                       | km    | Sieger           | Führender          |
| --------- | ---------- | --------------------------------- | ----- | ---------------- | ------------------ |
| 1. Etappe | 21. Januar | San Luis-La Toma-Villa Mercedes   | 164   | Mark Cavendish   | Mark Cavendish     |
| 2. Etappe | 22. Januar | Tilisarao-Terrazas del Portezuelo | 171,4 | Sacha Modolo     | Sacha Modolo       |
| 3. Etappe | 23. Januar | La Punta-Mirador del Potrero      | 173,1 | Alex Diniz       | Alex Diniz         |
| 4. Etappe | 24. Januar | San Luis-San Luis                 | 19,2  | Svein Tuft       | Michał Kwiatkowski |
| 5. Etappe | 25. Januar | Juana Koslay-La Carolina          | 169,8 | Emmanuel Guevara | Daniel Díaz        |
| 6. Etappe | 26. Januar | Quines-San Martín-Mirador del Sol | 156,6 | Alberto Contador | Daniel Díaz        |
| 7. Etappe | 27. Januar | San Luis-El Trapiche-San Luis     | 154,7 | Mattia Gavazzi   | Daniel Díaz        |

## Ergebnisse

### Gesamtwertung
| Posición | Ciclista              | Equipo                                  | Tiempo           |
| -------- | --------------------- | --------------------------------------- | ---------------- |
|          | Daniel Díaz           | San Luis Somos Todos                    | 24 h 03 min 16 s |
| 2        | Tejay van Garderen    | BMC Racing                              | a 33 s           |
| 3        | Alex Diniz            | Funvic Brasilinvest-São José dos Campos | a 39 s           |
| 4        | Alberto Contador      | Saxo-Tinkoff                            | a 1 min 02 s     |
| 5        | Jurgen Van Den Broeck | Lotto Belisol                           | a 1 min 47 s     |
| 6        | Mauro Santambrogio    | Vini Fantini-Selle Italia               | a 2 min 29 s     |
| 7        | Miguel Ángel Rubiano  | Androni Giocattoli                      | a 2 min 34 s     |
| 8        | Janier Acevedo        | Jamis-Hagens Berman                     | a 3 min 00 s     |
| 9        | Bart De Clercq        | Lotto Belisol                           | a 3 min 14 s     |
| 10       | Vincenzo Nibali       | Astana                                  | a 3 min 17 s     |

### Sprintwertung
| Platz | Fahrer           | Team                   | Punkte |
| ----- | ---------------- | ---------------------- | ------ |
|       | Leandro Messineo | San Luis Somos Todos   | 11     |
| 2     | Julián Gaday     | Buenos Aires Provincia | 10     |
| 3     | Guido Palma      | ASC Dukla Praha        | 8      |

### Bergwertung
| Platz | Fahrer          | Team                                    | Punkte |
| ----- | --------------- | --------------------------------------- | ------ |
|       | Emanuel Guevara | San Luis Somos Todos                    | 16     |
| 2     | Alex Diniz      | Funvic Brasilinvest-São José dos Campos | 16     |
| 3     | Jorge Giacinti  | San Luis Somos Todos                    | 14     |

### Teamwertung
| Platz | Team                   | Zeit             |
| ----- | ---------------------- | ---------------- |
|       | BMC Racing             | 72 h 25 min 29 s |
| 2     | Astana                 | + 1 min 07 s     |
| 3     | Caja Rural             | + 1 min 53 s     |
| 4     | Omega Pharma-QuickStep | + 3 min 56 s     |
| 5     | San Luis Somos Todos   | + 4 min 48 s     |